# Jack McGrath
Pour les articles homonymes, voir McGrath.
John McGrath ou Jack McGrath (né le 8 octobre 1919 à Los Angeles, États-Unis et mort le 6 novembre 1955  à Phoenix, Arizona) est un pilote automobile américain.

## Biographie
Jack McGrath participa, au volant d'une Kurtis Kraft-Offenhauser, à six courses du championnat du monde de Formule 1 à l'époque - entre 1950 et 1960 - où l'épreuve des 500 miles d'indianapolis comptait pour le championnat.
En 1954, il obtint la pole position, et bien qu'il ne partit jamais au-delà de la sixième place, il ne parvint jamais à remporter cette course mythique. Il monta deux fois sur le podium en 1951 et 1954 (2 fois troisième), ce qui lui permit de marquer, avec sa cinquième place en 1953, 9 points en championnat du monde, et d'être classé 12e en 1954 - sa meilleure place - en n'ayant disputé qu'une seule course dans la saison.
Jack McGrath fut le premier pilote à se qualifier en réalisant une moyenne supérieure à 140 miles par heure, son meilleur tour, en 1954 ayant été réalisé à la vitesse de 227,379 km/h. Il améliorera encore cette performance l'année suivante en tournant à la moyenne de 229,460 km/h.
Jack McGrath s'est tué lors d'un accident durant la dernière course de la saison à Phoenix, Arizona, à l'âge de 36 ans.